# Крамер, Василий Васильевич
Василий Васильевич (Вильгельм Вильгельмович) Крамер (21 февраля [4 марта] 1876, Москва, Российская империя — 24 апреля 1935, Москва, СССР) — учёный-медик, невропатолог; профессор (1920), заслуженный деятель науки РСФСР (1933); один из создателей советской нейрохирургической школы.

## Биография
Родился 21 февраля (4 марта по новому стилю) 1876 года в Москве, в семье учителя.
После окончания Петропавловского училища, в 1900 году окончил медицинский факультет Московского университета. Затем стажировался в Германии по неврологии, внутренним и глазным болезням. С 1901 года — ординатор клиники нервных болезней Московского университета, затем — личный ассистент директора клиники В. К. Рота. В 1910—1924 годах — ассистент Л. С. Минора на кафедре неврологии Московских высших женских курсов. В 1922 году, совместно с А. Н. Бернштейном, Крамер основал «Журнал психологии, неврологии и психиатрии» (с 1923 года — его ответственный редактор) и организовал Московский государственный институт психологии, неврологии и психиатрии, где работал заместителем директора до 1925 года, когда институт был реорганизован в психоневрологический диспансер, впоследствии — Институт невропсихиатрической профилактики, ныне — Московский НИИ психиатрии.
В 1929 году, совместно с Н. Н. Бурденко, Василий Крамер основал при Государственном рентгеновском институте нейрохирургическую клинику, которая в 1934 году была преобразована в Центральный нейрохирургический институт (ныне — НИИ нейрохирургии им. Н. Н. Бурденко РАМН); здесь же в 1934—1935 годах был директором по науке. С мая 1922 года и до смерти Ленина В. В. Крамер был его лечащим врачом и консультантом лечебно-санитарного управления Кремля. В 1926 году был приглашён в Центральную комиссию по улучшению быта ученых при СНК РСФСР, с 1931 года — член правительственной комиссии содействия учёным.
Жил с 1910-х годов в Москве на Чистопрудном бульваре, 21. Умер 24 апреля 1935 года в Москве. Похоронен на Введенском кладбище (6 уч.).

## Врач Ленина
В. В. Крамер с мая 1922 по январь 1924 года вместе с коллегами консультировал Владимира Ильича Ленина и оставил свои воспоминания об этом, которые хранились у его внука — Льва Васильевича Крамера. Василий Васильевич подробно описал поведение Ленина как больного, а также бытовые условия, в которых находился вождь. Крамер рассказывал, что его поразило, как первый человек в стране жил в Горках во флигеле в скромной комнате. Он увидел в ней лежащего на железной кровати человека «…в несколько поношенном костюме цвета хаки и тщательно заштопанных чулках». Когда голодала вся страна, Владимир Ильич тоже находился на общем пайке. Врач-невролог восхитился умом и волей тяжелобольного Ленина. «Несмотря на все наши запреты, мозг Владимира Ильича находился в течение всей долгой его болезни в постоянной и непрерывной работе». Также профессора восхитило, как нежно в таком тяжёлом состоянии В. И. Ленин относился в это время к Надежде Константиновне Крупской.